# Кала
 Тази статия е за Calla.  За други значения вижте Кала (пояснение).
Ка̀лата (мн. ч. ка̀лии), известна и като воден арум, е род цъфтящи растения от семейство Змиярникови (Araceae), съдържащи единичния вид Calla palustris.

## Описание
Единствения представител на рода, Calla palustris, е тревисто многогодишно растение с коренище, което расте в блата и езера. Листата са закръглени до сърцевидни, дълги 6 – 12 cm на дръжка дълга 10 – 20 cm и 4 – 12 cm широки. Зелено-жълтото съцветие се получава върху спадикс (spadix) с дължина около 4 – 6 cm, затворен в бяла сфера. Плодът е клъстер от червени плодове, като всяко зрънце съдържа няколко семена.
Растението е много отровно, когато е прясно поради високото си съдържание на оксалова киселина, но коренището (като това на Caladium, Colocasia и Змиярник) е годно за консумация след изсушаване, смилане, излугване и кипене.

## Разпространение
Калата е родом от хладните умерени райони на Северното полукълбо, в Централна, Източна и Северна Европа (Франция и Норвегия на изток), Северна Азия и Северна Северна Америка (Аляска, Канада и североизточните съседни Съединени щати).

## Таксономия
По-рано родът включва и редица други видове, които сега са прехвърлени в отделния род Zantedeschia. Тези растения от тропическа Африка обаче все още често се наричат „калии“, но не бива да се бъркат с C. palustris.

## Вижте още
- Отровни и силно действащи лечебни растения

|  | Тази страница частично или изцяло представлява превод на страницата Calla в Уикипедия на английски. Оригиналният текст, както и този превод, са защитени от Лиценза „Криейтив Комънс – Признание – Споделяне на споделеното“, а за съдържание, създадено преди юни 2009 година – от Лиценза за свободна документация на ГНУ. Прегледайте историята на редакциите на оригиналната страница, както и на преводната страница, за да видите списъка на съавторите. ВАЖНО: Този шаблон се отнася единствено до авторските права върху съдържанието на статията. Добавянето му не отменя изискването да се посочват конкретни източници на твърденията, които да бъдат благонадеждни. |